# Lew Hoad

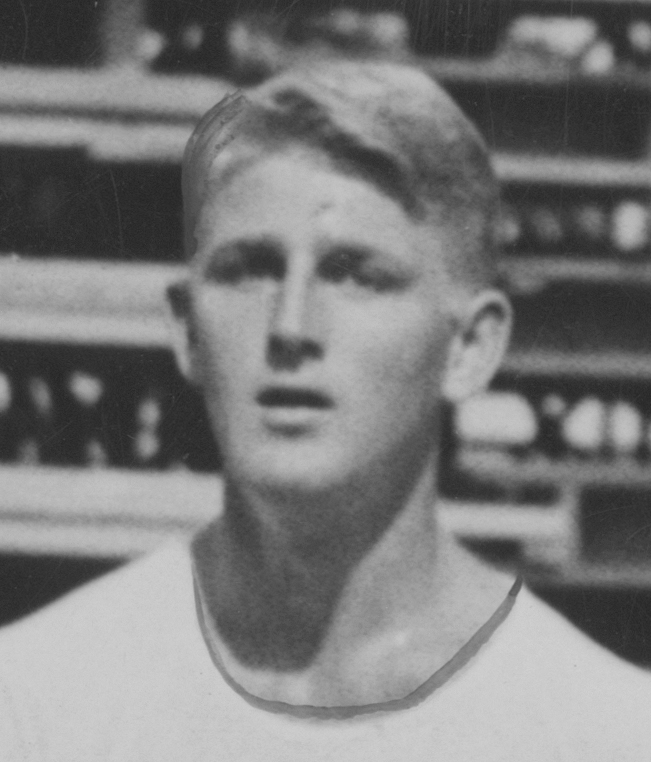
Lew Hoad

Lewis Alan "Lew" Hoad, född 23 november 1934 i Sydney, Australien, död 3 juli 1994 i Fuengirola, Spanien, var en australisk tennisspelare. Lew Hoad är en av de främsta tennisspelarna genom tiderna, framgångsrikast var han som amatör under 1950-talets första sex år. Han rankades 1952-56 bland de tio bästa spelarna och 1956 som världsetta. Lew Hoad vann totalt 13 Grand Slam-titlar varav fyra i singel.
Lew Hoad upptogs 1980 i International Tennis Hall of Fame.

## Tenniskarriären
Säsongen 1956 var Hoad mycket nära att vinna en äkta Grand Slam, dvs seger i alla fyra GS-turneringar under ett och samma år. Han vann det året Australiska mästerskapen,  Franska mästerskapen  och Wimbledonmästerskapen. I finalen i Franska mästerskapen besegrade han  Sven Davidson (som senare vann singeltiteln 1957). Hoad nådde också finalen i Amerikanska mästerskapen där han oväntat förlorade mot landsmannen Ken Rosewall i en match över fyra set. Under säsongen 1956  vann han 32 tennistitlar, varav 15 i singel och rankades efter den säsongen som världsetta. Säsongen 1957 hade Hoad fortsatt ambitionen att ta en äkta Grand Slam, men han lyckades då bara vinna Wimbledonmästerskapen bland Grand Slam-turneringarna. 
Lew Hoads utgjorde tillsammans med landsmannen Ken Rosewall under 1950-talets första år kärnan i det australiska Davis Cup-laget.  Under ledning av den legendariske tennistränaren Harry Hopman, vann Hoad och Rosewall tre DC-titlar (1953, -55 och -56). 

### Proffstiden
Direkt efter sin sista Wimbledonfinal 1957 skrev Hoad på ett kontrakt för Jack Kramers proffscirkus. I sin första "man mot man-turnering" mötte Hoad "proffskungen" Pancho Gonzales. Hoad inledde starkare än Gonzales och gick upp i ledning i antal vunna matcher, men när turnerandet var slut 1958 stod Gonzales som segrare med 56 vunna matcher mot 31 för Hoad. Förklaringen till denna vändning var att Hoad drabbades av ryggbesvär, vilka förvärrades under kommande år och hindrade honom möjligen, han nådde dock sju finaler, att vinna någon av de professionella tennismästerskapen. I mitten på -60-talet tvingades han, på grund av sina ryggbesvär, att upphöra med tävlingstennis.

## Personen och spelaren
Lew Hoad var en atletiskt byggd, mycket stark och smidig spelare. Han hade ett "otåligt" spelsätt och sökte alltid lägen där han snabbt kunde slå "dödande" vinnarslag. Han var något ojämn som spelare och kunde varva briljanta insatser med grova misstag. Hoad tillhörde de första spelarna som hade teknik och styrka nog att slå offensiva kraftigt överskruvade (topspin)-slag på forehand-sidan. Denna teknik använde också Rod Laver och utvecklades senare av Björn Borg. Vid den här tiden spelade man med träracketar, men modern racketteknologi har medgett att alla elitspelare av idag kan använda hårda höga topspinslag som standard. 
Lew Hoad bosatte sig senare tillsammans med sin hustru Jennifer Staley i Fuengirola i Andalusien i södra Spanien. Staley var också elitspelare i tennis med en Grand Slam-final bland meriterna. Paret öppnade en tennisanläggning i Fuengirola (i dag Campo de Tenis y Padel Lew Hoad) på vägen mot bergsbyn Mijas som är mycket populär. Bland parets besökande vänner där kan nämnas Charlton Heston och Sean Connery.
Han dog i Fuengirola 1994 i leukemi i väntan på en benmärgstransplantation.

## Grand Slam-finaler, singel (6)

### Titlar (4)
| År   | Mästerskap                | Finalmotståndare | Setsiffror         |
| 1956 | Australiska mästerskapen  | Ken Rosewall     | 6-4, 3-6, 6-4, 7-5 |
| 1956 | Franska mästerskapen      | Sven Davidson    | 6-4, 8-6, 6-3      |
| 1956 | Wimbledonmästerskapen     | Ken Rosewall     | 6-2, 4-6, 7-5, 6-4 |
| 1957 | Wimbledonmästerskapen (2) | Ashley Cooper    | 6-2, 6-1, 6-2      |

### Finalförluster (Runner-ups) (2)
| År   | Mästerskap               | Finalmotståndare | Setsiffror         |
| 1955 | Australiska mästerskapen | Ken Rosewall     | 7-9, 4-6, 4-6      |
| 1956 | Amerikanska mästerskapen | Ken Rosewall     | 6-4, 2-6, 3-6, 3-6 |

## ÖvrigaGrand Slam-titlar
- Australiska mästerskapen: 
  - dubbel - 1953, 1956, 1957
- Franska mästerskapen:
  - dubbel - 1953
  - mixed dubbel - 1954
- Wimbledonmästerskapen:
  - dubbel - 1953, 1955, 1956
- Amerikanska mästerskapen:
  - dubbel - 1956